# Czobsara
Czobsara – osiedle w Rosji, w obwodzie wołogodzkim. W 2010 roku liczyło 1440 mieszkańców.